# Coupe d'Allemagne féminine de football 1980-1981
Navigation
Édition suivante
Le DFB-Pokal Frauen 1980-1981 est la première édition de la Coupe d'Allemagne féminine.
Il s'agit d'une compétition à élimination directe ouverte aux meilleurs clubs des fédérations régionales. Elle est organisée par la Fédération allemande de football (DFB).
La finale a lieu le 2 mai 1981 au Neckarstadion à Stuttgart. Le club SSG 09 Bergisch Gladbach est le premier à remporter la Coupe d'Allemagne féminine.

## Format
Les équipes participantes sont les meilleures équipes des fédérations régionales, chaque fédération envoie une équipe. La compétition commence avec les huitièmes de finale qui se jouent en match aller et retour, comme les quarts de finale et les demi-finales. 
La finale se joue sur un match en lever de rideau de la finale masculine.

## Demi-finales
Les matchs se jouent le 8 mars et le 12 avril 1981.
| Equipe 1                 | Equipe 2           | Aller | Retour |
| ------------------------ | ------------------ | ----- | ------ |
| TuS Wörrstadt            | BFC Meteor 06      | 1 - 0 | 1 - 0  |
| SSG 09 Bergisch Gladbach | SC 07 Bad Neuenahr | 6 - 0 | 3 - 0  |

## Finale
| 2 mai 1981 | TuS Wörrstadt | 0 - 5   | SSG 09 Bergisch Gladbach | Neckarstadion, Stuttgart |                      |
|            |               | (0 - 3) |                          | Spectateurs : 35 000     | Spectateurs : 35 000 |